# 190 هـ
190 هـ هي سنة في التقويم الهجري امتدت مقابلةً في التقويم الميلادي بين سنتي 805 و806.

## مواليد
- الأغلب بن عبد الله الأغلبي أمير صقلية.
- موسى الناطق بالحق

## وفيات
- أبو نعيم البلخي
- أبو اليقظان سحيم بن حفص
- يحيى البرمكي